# Archedinus howdeni
Archedinus howdeni är en skalbaggsart som beskrevs av Moron och Vaz-de-mello 2007. Archedinus howdeni ingår i släktet Archedinus och familjen Cetoniidae. Inga underarter finns listade.